# Альбрехт III (герцог Австрии)
А́льбрехт III (нем. Albrecht III.; 9 сентября 1349, Вена — 29 августа 1395, Лаксенбург) — герцог Австрийский с 18 ноября 1364 по 25 сентября 1379 года совместно с братом Леопольдом III, c 25 сентября 1379 года — единолично. Из династии Габсбургов, основатель Альбертинской линии габсбургского дома.

## Биография
Альбрехт III был третьим сыном австрийского герцога Альбрехта II и Иоганны, дочери Ульриха III, графа Пфирта.
В 1365 году, после смерти старшего брата Рудольфа IV, Альбрехт вместе со своим младшим братом Леопольдом III унаследовал престол Австрии.
Первоначально в соответствии с законами Альбрехта II и Рудольфа IV братья правили совместно. В этот период расширение владений Габсбургов продолжилось: к Австрии была присоединена внутренняя Истрия, что обеспечило выход к Адриатическому морю, а в 1375 году в состав монархии была включена большая часть Форарльберга. В 1377 году Альбрехт III предпринял крестовый поход против литовских язычников.
В 1379 году в нарушение постановлений своих предшественников братья заключили между собой Нойбергский договор, в соответствии с которым они поделили наследственные владения. Альбрехт III получил собственно Австрийское герцогство, включая штирийские лены на территории современной земли Верхней Австрии (Штайр, Энс), а Леопольд III стал правителем Штирии, Каринтии, Крайны, Истрии, Тироля и Передней Австрии. Таким образом владения Габсбургов были разделены между Альбертинской и Леопольдинской линиями. Нойбергский договор положил начало периоду раздробленности в Австрийской монархии, продолжавшейся почти столетие и сильно ослабившей позиции Габсбургов в Германии.
Несмотря на раздел владений, принципы централизации, сложившиеся при предшественниках Альбрехта III, не были забыты. Так, в 1380 году герцог Австрии добился подчинения от графа Шаунберга, пытавшегося создать независимое государство на австро-баварской границе, и присоединил к своим владениям новые территории в центральной части Верхней Австрии (Эфердинг).
В 1386 году в войне со швейцарцами погиб Леопольд III, и на короткое время Альбрехту III удалось вновь возродить единство австрийских земель, став регентом при малолетних детях Леопольда. Он продолжил политику брата и предпринял новый поход в Швейцарию, однако потерпел поражение в сражении при Нефельсе (1388 год) и по миру 1394 года фактически признал независимость швейцарских кантонов. Некоторой компенсацией за эту потерю стало присоединение Блуденца в Форарльберге в 1394 году.
В Австрии Альбрехт III активно поддерживал развитие искусств, науки и образования. Сам герцог интересовался науками, особенно математикой и астрологией. В 1385 году он существенно расширил Венский университет и открыл там теологический факультет, что позволило университету занять достойное место среди высших учебных заведений Европы. В 1393—1399 годах по поручению его придворный капеллан Леопольд Штайнройтер написал историко-мифологическую «Хронику 95 правителей Австрии», в которой изложил легендарную генеалогию Альбертинской линии Гасбургов, выводя их от библейских правителей Израильского царства.
Альбрехт III скончался в 1395 году и был похоронен в соборе Святого Стефана в Вене.

## Брак и дети
- (1366) Елизавета Люксембургская (1358—1373) — дочь Карла IV, императора Священной Римской империи
- (1375) Беатриса Гогенцоллерн (1362—1414) — дочь Фридриха V, бургграфа Нюрнберга
Альбрехт IV (1377—1404) — герцог Австрии